# Vena mesentérica inferior
En anatomía humana, la vena mesentérica inferior o menor, formada por la unión de la venas rectales (hemorroidales) superiores, asciende a lo largo y a la izquierda de la arteria cruza con ella los vasos iliacos comunes. Desde ese punto, la vena mesentérica inferior asciende casi verticalmente y se aleja gradualmente de la arteria; se encuentra pronto con la arteria cólica izquierda, cerca de su origen, y le cruza anterior o a menudo posteriormente; la vena asciende después medialmente a esta arteria. 
Al llegar a la extremidad inferior del riñón, la mesentérica inferior se inclina medialmente y se aleja de la arteria cólica izquierda; contornea de izquierda a derecha la flexura duodeno yeyunal, pasa superiormente a ella, se introduce posteriormente al páncreas y se une a la vena esplénica para formar el tronco venoso esplenomesentérico que, también detrás del páncreas, se une a la vena mesentérica superior o mayor para formar la vena porta.

## Tributarias
- Vena cólica izquierda
- Venas sigmoideas
- Vena rectal superior

- Datos: Q3176575